# 3578 Carestia
3578 Carestia је астероид. Приближан пречник астероида је 57,80 ,
а средња удаљеност астероида од Сунца износи 3,209 астрономских јединица (АЈ).
Инклинација (нагиб) орбите у односу на раван еклиптике је 21,321 степени, а орбитални период износи 2099,722 дана (5,748 година). Ексцентрицитет орбите астероида износи 0,209.
Апсолутна магнитуда астероида износи 11,60 а геометријски албедо 0,012.
Астероид је откривен 11. фебруара 1977. године.